# Аксёнов, Евгений Сергеевич
Евгений Сергеевич Аксёнов (род. 28 марта 1936, Нахичевань, СССР) — русский дирижёр, педагог, профессор, заслуженный деятель искусств РСФСР (1990).

## Биография
Родился 28 марта 1936 года в городе Нахичевань Нахичеванской АССР. 
В 1947 году окончил с серебряной медалью 3-ю Московскую школу музыкантских воспитанников по классу трубы Е. П. Матюшина. В 1958 году окончил с золотой медалью и дипломом с отличием Институт военных дирижёров. В 1958—1960 годах служил в оркестровой войсковой части МВО. С 1960 года преподает и занимается научно-методической работой в Московской военной консерватории.
Аксёнов является автором работ в области теории, источниковедения и историографии инструментовки, а также истории русской военной музыки и чтения партитур. Автор маршей для духовых оркестров, а также инструментовок, обработок и аранжировок различных произведений.

## Награды
- заслуженный деятель искусств РСФСР (1990)
- орден «За службу Родине в Вооружённых Силах СССР» 3-й степени
- медали (10)
- нагрудный знак «За отличные успехи в работе» за заслуги в области высшего образования в СССР[1]